# Bahnhof Bamberg
Bahnhof Bamberg vasútállomás Németországban, Bamberg városban. A német vasútállomás-kategóriák közül a második csoportba tartozik. 1844. szeptember 1.-én nyílt meg.

## Vasútvonalak
Az állomást az alábbi vasútvonalak érintik:
- Nürnberg–Bamberg-vasútvonal
- Bamberg–Hof-vasútvonal
- Bamberg–Rottendorf-vasútvonal
- Bamberg–Bamberg Hafen railway

## Forgalom

### Regionális
| Járat | Útvonal | Útvonal | Útvonal | Gyakoriság              | Vasúti jármű              | Üzemeltető                             |
| --- | --- | --- | --- | ----------------------- | ------------------------- | -------------------------------------- |
| RE 42 | Franken-Thüringen-Express: Nürnberg – Fuerth – Erlangen – Forchheim – Hirschaid – Bamberg                                        | – Lichtenfels – Saalfeld – Jena – Lipcse                                                                                         | – Lichtenfels – Saalfeld – Jena – Lipcse                                                                                         | kétóránként             | 442 (Talent 2)            | DB Regio AG Bayern                     |
| RE 20 | Franken-Thüringen-Express: Nürnberg – Fuerth – Erlangen – Forchheim – Hirschaid – Bamberg                                        | – Haßfurt – Schweinfurt – Würzburg                                                                                               | – Haßfurt – Schweinfurt – Würzburg                                                                                               | kétóránként1            | 442 (Talent 2)            | DB Regio AG Bayern                     |
| RE 49 | Franken-Thüringen-Express: Nürnberg – Fuerth – Erlangen – Forchheim – Hirschaid – Bamberg                                        | – Lichtenfels | – Coburg – Sonneberg | kétóránként             | 442 (Talent 2)            | DB Regio AG Bayern                     |
| RE 14 | Franken-Thüringen-Express: Nürnberg – Fuerth – Erlangen – Forchheim – Hirschaid – Bamberg                                        | – Lichtenfels | – Kronach – Saalfeld | kétóránként             | 442 (Talent 2)            | DB Regio AG Bayern                     |
| RE 19 | Franken-Thüringen-Express: Nürnberg – Fuerth – Erlangen – Forchheim – Hirschaid – Bamberg                                        | – Coburg (– Sonneberg) | – Coburg (– Sonneberg) | kétóránként             | 193+DoSto                 | DB Regio AG Bayern                     |
| RE 32 | Main-Saale-Express: Bamberg – Lichtenfels – Neuenmarkt-Wirsberg –                                                                | Bayreuth (– Pegnitz – Nürnberg)                                                                                                  | Bayreuth (– Pegnitz – Nürnberg)                                                                                                  | kétóránként             | 612 (RegioSwinger)        | DB Regio AG Bayern                     |
| RE 35 | Main-Saale-Express: Bamberg – Lichtenfels – Neuenmarkt-Wirsberg –                                                                | Hof | Hof | kétóránként             | 612 (RegioSwinger)        | DB Regio AG Bayern                     |
| RE 54 | Main-Spessart-Express (MSX): Bamberg – Haßfurt – Schweinfurt – Würzburg – Gemünden – Aschaffenburg – Hanau – Maintal – Frankfurt | Main-Spessart-Express (MSX): Bamberg – Haßfurt – Schweinfurt – Würzburg – Gemünden – Aschaffenburg – Hanau – Maintal – Frankfurt | Main-Spessart-Express (MSX): Bamberg – Haßfurt – Schweinfurt – Würzburg – Gemünden – Aschaffenburg – Hanau – Maintal – Frankfurt | kétóránként             | 445 (Twindexx Vario)      | DB Regio AG Bayern                     |
| RE 55 | Freizeit Express Frankenland Bamberg – Haßfurt – Schweinfurt – Gemünden – Aschaffenburg – Hanau – Offenbach – Frankfurt          | Freizeit Express Frankenland Bamberg – Haßfurt – Schweinfurt – Gemünden – Aschaffenburg – Hanau – Offenbach – Frankfurt          | Freizeit Express Frankenland Bamberg – Haßfurt – Schweinfurt – Gemünden – Aschaffenburg – Hanau – Offenbach – Frankfurt          | két vonatpár hétvégente | 445 (Twindexx Vario)      | DB Regio AG Bayern                     |
| RB 53 | Mainfrankenbahn: (Schlüchtern – Jossa – Gemünden –) Würzburg – Schweinfurt – Haßfurt – Bamberg                                   | Mainfrankenbahn: (Schlüchtern – Jossa – Gemünden –) Würzburg – Schweinfurt – Haßfurt – Bamberg                                   | Mainfrankenbahn: (Schlüchtern – Jossa – Gemünden –) Würzburg – Schweinfurt – Haßfurt – Bamberg                                   | kétóránként             | 440 (Coradia Continental) | DB Regio AG Bayern                     |
| RB 53 | Mainfrankenbahn: (Jossa – Gemünden – Würzburg – Schweinfurt –) Haßfurt – Bamberg                                                 | Mainfrankenbahn: (Jossa – Gemünden – Würzburg – Schweinfurt –) Haßfurt – Bamberg                                                 | Mainfrankenbahn: (Jossa – Gemünden – Würzburg – Schweinfurt –) Haßfurt – Bamberg                                                 | kétóránként             | 440 (Coradia Continental) | DB Regio AG Bayern                     |
| RB 25 | (Kronach –) Lichtenfels – Bamberg                                                                                                | (Kronach –) Lichtenfels – Bamberg                                                                                                | (Kronach –) Lichtenfels – Bamberg                                                                                                | óránként                | 442 (Talent 2)            | DB Regio AG Bayern                     |
| RB 26 | (Forchheim –) Bamberg – Breitengüßbach – Ebern                                                                                   | (Forchheim –) Bamberg – Breitengüßbach – Ebern                                                                                   | (Forchheim –) Bamberg – Breitengüßbach – Ebern                                                                                   | óránként                | 650 (Regio-Shuttle RS1)   | agilis Verkehrsgesellschaft (agilis V) |
| RB 22 | (Lichtenfels – Bamberg –) Forchheim – Ebermannstadt                                                                              | (Lichtenfels – Bamberg –) Forchheim – Ebermannstadt                                                                              | (Lichtenfels – Bamberg –) Forchheim – Ebermannstadt                                                                              | egyes vonatok           | 650 (Regio-Shuttle RS1)   | agilis Verkehrsgesellschaft (agilis V) |
| 1 A reggeli járaton RE osztályú vonat közlekedik Bambergből Würzburgba Bamberg és Schweinfurt között, minden közbenső megállóval (nem fordítva). | | | |                         |                           |                                        |

### Távolsági
| Járat   | Útvonal | Gyakoriság                     | Vasúti jármű        | Üzemeltető     |
| ------- | --- | ------------------------------ | ------------------- | -------------- |
| ICE 18  | Hamburg – Berlin – Halle – Erfurt – Bamberg – Nürnberg (– Ingolstadt bzw. Augsburg) – München                                                                                       | kétóránként                    | ICE 1 (kurz); ICE T | DB Fernverkehr |
| ICE 28  | Hamburg – Berlin – Leipzig – Erfurt – Bamberg – Nürnberg (– Ingolstadt) – München                                                                                                   | kétóránként                    | ICE 4 (12); ICE T   | DB Fernverkehr |
| IC 17   | Rostock – Berlin – Leipzig – Halle – Jena – Saalfeld – Lichtenfels – Bamberg – Fürth – Nürnberg – Regensburg – Passau – Wien                                                        | egy vonatpár éjszaka           | Stadler KISS        | DB Fernverkehr |
| IC 61   | Leipzig – Naumburg – Jena – Saalfeld – Lichtenfels – Bamberg – Nürnberg – Ansbach – Aalen – Schorndorf – Stuttgart – Pforzheim – Karlsruhe                                          | egy vonatpár                   | Intercity 2         | DB Fernverkehr |
| FLXN 35 | (Hamburg – Berlin-Spandau – Berlin – Berlin Südkreuz –) Leipzig – Naumburg (Saale) – Jena Paradies – Saalfeld – Bamberg – Erlangen – Nürnberg – Augsburg – München-Pasing – München | egy vonatpár, négyszer hetente |                     | IGE            |

## Kapcsolódó állomások
A vasútállomáshoz az alábbi állomások vannak a legközelebb:
- Strullendorf (Nürnberg Hauptbahnhof, Nürnberg–Bamberg-vasútvonal)
- Hallstadt (b Bamberg) (1846. február 15. – , Hof Hauptbahnhof, Bamberg–Hof-vasútvonal)
- Höflein (1941. július 21. – , Rottendorf station, Bamberg–Rottendorf-vasútvonal)
- Bamberg Hafen (1960-as évek – , Bamberg Hafen, Bamberg–Bamberg Hafen railway)